# Zuckerfabrik San Isidro

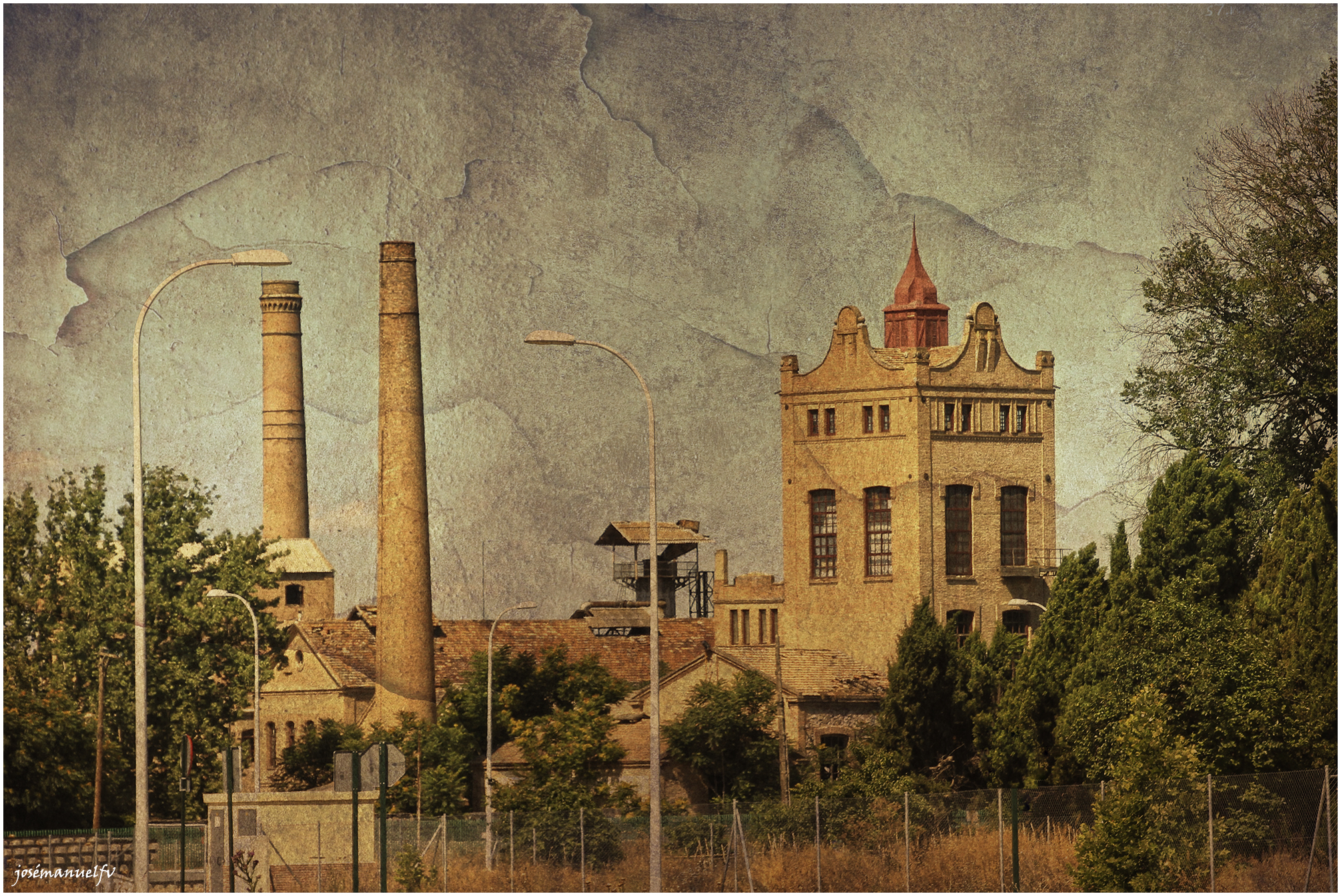
Die Zuckerfabrik San Isidro

Die Zuckerfabrik San Isidro ist eine stillgelegte Rübenzuckerfabrik für die Herstellung von Zucker und Alkohol in Granada, Spanien. Die noch erhaltenen Gebäude zählen aufgrund ihrer einzigartigen Architektur und der technologischen Anlagen zu den bedeutendsten Industriedenkmälern Spaniens.

## Lage
Das Fabrikgelände liegt an der Carretera de Málaga, 172 in Granada, unmittelbar südlich der Bahnstrecke Bobadilla–Granada.

## Geschichte
Der Zuckerrübenanbau und die Zuckerindustrie führten zu einem der größten Strukturwandel in der Vega de Granada seit dem Ende des 19. Jahrhunderts.
Die erste Zuckerrübenfabrik, die Zuckermühle von San Juan (El Ingenio San Juan) wurde 1882 in Granada auf Initiative des Geschäftsmannes López Rubio mit Anlagen aus Frankreich, von der Firma Fives-Lille, gebaut. 1901 wurde auf dem Land in der fruchtbaren Ebene, neben der alten Eisenbahnlinie Bobadilla-Granada, neben der Acequia Gorda, die über einen Seitenarm des Canal del Jaque Wasser lieferte, eine neue Fabrik, San Isidro, errichtet. Die Zuckerfabrik San Isidro wurde verwaltungstechnisch der Zuckermühle von San Juan angeschlossen. Im Jahre 1907 wurde sie erweitert und 1927 elektrifiziert. Sie wurde 1983 stillgelegt.

## Architektur
Der Industriekomplex besteht aus Fabrik und Lagerhäusern sowie der nötigen Infrastruktur, wie Kohlelagern, Silos und Eisenbahnüberführungen. Die meisten Einrichtungen blieben nach der Schließung der Zuckerfabrik stehen. Der Komplex gruppiert sich um drei Zentren: Die Hauptproduktionshalle von San Isidro, den Alkoholturm und die Zuckermühle von San Juan, die durch weite offene Räume und die übrige Infrastruktur voneinander getrennt sind.
Da das Fabrikgelände abseits der Stadt lag, wurden außer Bürogebäuden auch Wohngebäude für die Arbeiter in La Bobadilla errichtet. Einige der Fabrikgebäude wurden von Juan Monserrat Vergés geplant und von deutschen Firma Braunschweigische Maschinenbauanstalt errichtet. Sie bestehen aus Backstein-Mauerwerk mit hohen, rhythmischen Fenstern, die an Londoner Industriegebäude erinnern. Die Wände der Hauptfassade stellen eine wohlgeplante Komposition aus Massiven und Hohlräumen dar, während sie im hinteren Bereich als schlichte Mauern ausgeführt sind, da sie von Infrastruktur umgeben sind.
Der Alkoholturm wurde 1908 von der in Prag ansässigen Akciová společnost, dříve Breitfeld, Daněk a spol. im Jugendstil ausgeführt, einer Firma, die auch die Umgestaltung der gesamten Fabrik übernahm.

## Decauville-Bahn
Eine Decauville-Bahn (spanisch Pequeño ferrocarril móvil, sistema Decauville, para uso particular) mit einer Spurweite von 600 mm diente als Werksbahn zunächst für den Transport von Baumaterial sowie später von Zuckerrüben und den daraus hergestellten Produkten.

## Name
Die Zuckerfabrik ist auch unter folgenden Namen bekannt:
- Azucarera de San Isidro
- Fábrica de Azúcar y Alcohol San Juan
- Fábrica de Azúcar de Rubio y Creus
- Ingenio de San Isidro